# انبعاج

الانحياز المركزي لقوة مؤثرة على قضيب تتسبب في انحنائه.

الانبعاج أو التحنيب أو التحدب أو التحديب (بالإنجليزية: Buckling)‏ هو عدم استقرار ميكانيكي يمكن أن يؤدي إلى حالة انهيار في بناء أو لأحد الأجزاء في آلة . يمكن دراسته بالطرق الرياضية النظرية . ينتج نظرياً بسبب تشعب حل معادلات التوازن الاستاتيكي حيث أنه في مرحلة معينة وتحت حمولة متزايدة، يمكن الاستمرار في زيادة الحمولة في إحدى حالتي التوازن التاليتين: غير المشوهة، والمشوهة جانبياً.
عملياً، التحنيب هو انهيار مفاجئ لعنصر إنشائي معرض لإجهاد ضغط عالٍ، حيث أن اجهاد الضغط الفعلي عن نقطة الانهيار أقل من اجهاد الضغط الأقصى للمادة القادرة على تحمله. على سبيل المثال، وأثناء الهزات الأرضية يمكن للعناصر الخرسانية المسلحة أن تتشوه فيها قضبان التسليح الطولي جانبياً، ويمكن أيضاً وصف حالة الانهيار هذه بأنها ناتجة عن عدم استقرار مرن. التحليل الرياضي للتحنيب يجعل من استخدام لا مركزية الحمولة المحورية التي تولد عزمًا والتي لا تشكل جزءًا من القوى الأساسية التي يخضع لها العنصر. عند تطبيق حمولة متزايدة باستمرار على عنصر ما، عمود مثلا، فإنها سوف تصبح كافية للتسبب في عدم استقرار العنصر، حيث أن الحمولة الأكبر سوف تتسبب بحدوث تشوهات كبيرة وغير متوقعة إلى حد ما، ومن الممكن أن تؤدي لخسارة كامل قدرة التحمل للعنصر المتحنب.